# اینجه‌دره (هاناک)
اینجه‌دره (به ترکی استانبولی: İncedere) یک منطقهٔ مسکونی در ترکیه است که در هاناک واقع شده‌است.